# 산성가음로
산성가음로(Sanseonggaeum-ro)는 대구광역시 군위군 산성면 백학사거리에서 경상북도 의성군 가음면 잇는 도로이다.

## 주요경유지
대구광역시
- 군위군 (산성면 - 의흥면)

경상북도
- 의성군 (가음면)

## 노선
| 이름       | 접속 노선                            | 소재지 | 소재지 | 비고 |
| ---------- | ------------------------------------ | ------ | ------ | ---- |
| 백학사거리 | 지방도 제919호선 (치산효령로)        | 군위군 | 산성면 |      |
| 삼산교     |                                      | 군위군 | 산성면 |      |
| 봉림교     |                                      | 군위군 | 산성면 |      |
| 봉림삼거리 | 지방도 제908호선 (갑티로)            | 군위군 | 산성면 |      |
| 섭재       |                                      | 군위군 | 산성면 |      |
| 제2무암교  |                                      | 군위군 | 산성면 |      |
| 제1무암교  |                                      | 군위군 | 산성면 |      |
| 이지교     |                                      | 군위군 | 의흥면 |      |
| (이름없음) | 국도 제28호선 (동부로)               | 군위군 | 의흥면 |      |
| 의흥삼거리 | 읍내길                               | 군위군 | 의흥면 |      |
| 순호교     |                                      | 의성군 | 가음면 |      |
| 가음교     |                                      | 의성군 | 가음면 |      |
| (이름없음) | 국가지원지방도 제68호선 (금성현서로) | 의성군 | 가음면 |      |

## 주요 건물및 시설
- 운산리마을회관 (산성가음로 527/운산리 539-5)
- 산성면보건지소 (산성가음로 651/화본리 1151)
- 산성면 행정복지센터 (산성가음로 668/화본리 1164-3)
- 군위산성우체국 (산성가음로 684/화본리 867-15)
- 화본1리마을회관 (산성가음로 685/화본리 1227-4)
- 농협 군위농협 산성지점 (산성가음로 700/화본리 858-1)
- 농협 군위농협 하나로마트 산성점 (산성가음로 700/화본리 858-1)
- 농협 농협유류취급소 (산성가음로 700/화본리 858-1)
- 화본역 (산성가음로 711-9/화본리 1224-1)